# Thrypticomyia subsaltens
Thrypticomyia subsaltens är en tvåvingeart som först beskrevs av Alexander 1924.  Thrypticomyia subsaltens ingår i släktet Thrypticomyia och familjen småharkrankar. Inga underarter finns listade i Catalogue of Life.